# Diócesis de Almenara

File:Regional CNBB Leste 2.png

La diócesis de Almenara (en latín: Dioecesis Almenaren(sis) y en portugués: Diocese de Almenara) es una circunscripción eclesiástica latina de la Iglesia católica en Brasil, sufragánea de la arquidiócesis de Diamantina. La diócesis tiene al obispo José Carlos Brandão Cabral como su ordinario desde el 19 de junio de 2013. 

## Territorio y organización
La diócesis tiene 15 618 km² y extiende su jurisdicción sobre los fieles católicos de rito latino residentes en 13 municipios del estado de Minas Gerais: Almenara, Bandeira, Felisburgo, Fronteira dos Vales, Jacinto, Jequitinhonha, Joaíma, Jordânia, Rio do Prado, Rubim, Salto da Divisa, Santa Maria do Salto y Santo Antônio do Jacinto.
La sede de la diócesis se encuentra en la ciudad de Almenara, en donde se halla la Catedral de San Juan Bautista.
En 2018 en la diócesis existían 20 parroquias.

## Historia
La diócesis fue erigida el 28 de marzo de 1981 con la bula Quoniam omnis Pastorum del papa Juan Pablo II separando territorio de las diócesis de Araçuaí y Teófilo Otoni.

## Estadísticas

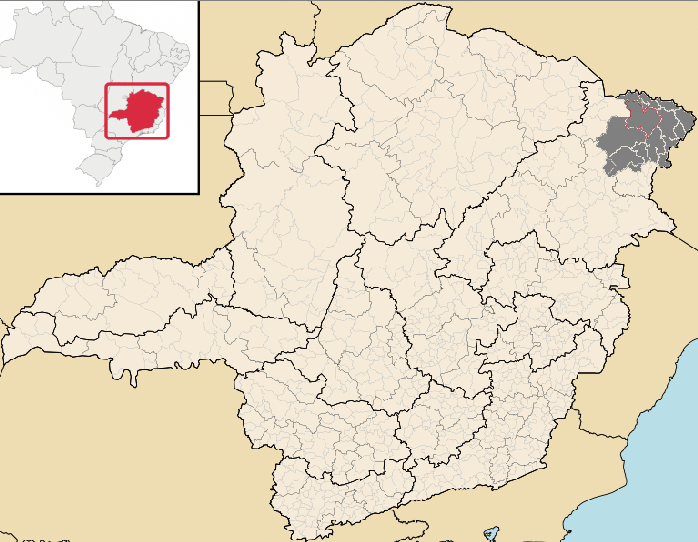
Mapa de la diócesis.

De acuerdo al Anuario Pontificio 2019 la diócesis tenía a fines de 2018 un total de 154 700 fieles bautizados.
| Año                                                                             | Población            | Población | Población      | Sacerdotes | Sacerdotes    | Sacerdotes    | Bautizados por sacerdote | Diáconos permanentes | Religiosos | Religiosos | Parroquias |
| Año                                                                             | Bautizados católicos | Total     | % de católicos | Total      | Clero secular | Clero regular | Bautizados por sacerdote | Diáconos permanentes | Varones    | Mujeres    | Parroquias |
| ------------------------------------------------------------------------------- | -------------------- | --------- | -------------- | ---------- | ------------- | ------------- | ------------------------ | -------------------- | ---------- | ---------- | ---------- |
| 1990                                                                            | 170 000              | 230 000   | 73.9           | 11         |               | 11            | 15 454                   |                      | 21         | 28         | 14         |
| 1999                                                                            | 160 000              | 173 566   | 92.2           | 13         | 3             | 10            | 12 307                   |                      | 16         | 22         | 15         |
| 2000                                                                            | 143 000              | 173 566   | 82.4           | 13         | 3             | 10            | 11 000                   |                      | 16         | 21         | 15         |
| 2001                                                                            | 140 000              | 178 778   | 78.3           | 13         | 3             | 10            | 10 769                   |                      | 14         | 22         | 15         |
| 2002                                                                            | 140 000              | 178 778   | 78.3           | 14         | 3             | 11            | 10 000                   |                      | 15         | 22         | 15         |
| 2003                                                                            | 140 000              | 178 778   | 78.3           | 12         | 3             | 9             | 11 666                   |                      | 14         | 24         | 15         |
| 2004                                                                            | 140 000              | 178 778   | 78.3           | 15         | 3             | 12            | 9333                     |                      | 18         | 28         | 15         |
| 2006                                                                            | 136 000              | 178 778   | 76.1           | 18         | 5             | 13            | 7555                     |                      | 17         | 20         | 17         |
| 2012                                                                            | 147 300              | 192 800   | 76.4           | 18         | 9             | 9             | 8183                     |                      | 14         | 25         | 18         |
| 2015                                                                            | 151 000              | 197 300   | 76.5           | 21         | 10            | 11            | 7190                     |                      | 15         | 22         | 17         |
| 2018                                                                            | 154 700              | 202 140   | 76.5           | 22         | 12            | 10            | 7031                     |                      | 15         | 17         | 20         |
| Fuente: Catholic-Hierarchy, que a su vez toma los datos del Anuario Pontificio. |                      |           |                |            |               |               |                          |                      |            |            |            |

## Episcopologio
- José Geraldo Oliveira do Valle, C.S.S. (10 de mayo de 1982-31 de agosto de 1988 nombrado obispo coadjutor de Guaxupé)
- Diogo Reesink, O.F.M. † (2 de agosto de 1989-25 de marzo de 1998 nombrado obispo de Teófilo Otoni)
- Hugo María Van Steekelenburg, O.F.M. (23 de junio de 1999-19 de junio de 2013 retirado)
- José Carlos Brandão Cabral, desde el 19 de junio de 2013